# Ngari
Ngari  (en tibetano, མངའ་རིས; pinyin tibetano, Ngari ; wylie, mnga' ris; literalmente, 'territorio o dependencia')
también conocida por su nombre chino de Ali (en chino, 阿里; pinyin, Ālǐ) 
es una prefectura en la Región autónoma del Tíbet, República Popular China. Su capital es el condado Gar. Su sede regional está en la ciudad de Purang (普兰镇). La ciudad más grande es Ali. Se incluye la parte del área de Aksai Chin, una región en disputa reclamada por la India. Su población es de 92 000 (85% campesinos) su área total es de 304 000 km², lo que representa una cuarta parte de Tíbet.
A la ciudad se le conoce como "el techo del mundo", ya que se encuentra a 4500 metros sobre el nivel del mar en el noroeste del Tíbet, a 1600 kilómetros de la capital regional, Lhasa.

## Administración
La prefectura de Ngari se divide en 7 condados:
- Condado Gar (噶尔县)
- Condado Purang (普兰县)
- Condado Zanda (札达县)
- Condado Rutog (日土县)
- Condado Gê'gyai (革吉县)
- Condado Gertse (改则县)
- Condado Coqên (措勤县)